# Фискальные марки Адена
Фискальные марки Адена — фискальные марки британской колонии Аден, которая сейчас является частью Йемена, выпускавшиеся в период с 1937 года по 1945 год. До появления собственных выпусков в Адене использовались фискальные марки Индии.

## Марки судебного сбора
Первая серия марок судебного сбора Адена представляла собой индийские марки судебного сбора с изображением короля Георга V с надпечаткой «Aden» («Аден»). Известны только номиналы 8 анна, 1, 2, 15 рупий, но, возможно, их было выпущено больше.
Аналогичная надпечатка также была сделана на марках Георга VI. Было выпущено тринадцать марок номиналами от 2 анна до 20 рупий.

## Марки нотариального сбора
Были выпущены только две марки, которые представляли собой индийские марки нотариального сбора номиналом 2 рупии Георга V и Георга VI с надпечаткой англ. «Aden» («Аден») в верхней части марок.

## Гербовые марки
Первая серия гербовых марок Адена представляла собой марки колониального типа Индии с изображением Георга V с надписью англ. «Aden Revenue» («Аден. Гербовый сбор») в нижней части марок, номиналом от 2 анна до 10 рупий.
Примерно в 1945 году была выпущена аналогичная серия, но с портретом короля Георга VI и с разными номиналами до 50 рупий.